# Remmighausen
Remmighausen este un cartier al orașului Detmold, situat la cca 5 km de centru. Ține de landul Renania de Nord - Westfalia, Germania. Localități vecine sunt: Diestelbruch, Schönemark, Hornoldendorf si Spork-Eichholz.